# Castell de Vilademuls
El Castell de Vilademuls es trobava dins la muralla que incloïa el poble, el castell i potser l'església de Vilademuls (Pla de l'Estany). El portal era situat a llevant de la vila medieval i el castell o casa forta es devia situar més cap al nord. És un monument declarat bé cultural d'interès nacional.

## Història
En la documentació medieval, el castell apareix com a «Castri de Vila mulorum». El seu origen es troba al segle xi quan per unes desavinences entre el comte de Barcelona i el de comte de Besalú, el segon, Guillem II de Besalú aixecà, en el límit fronterer del comtat, el castell de Vilademuls. Als segles xi i xii es documenta el llinatge dels Vilademuls, iniciat per Ramon Arnau, que ocuparen càrrecs de relleu en la seu de Girona. El castell esdevingué centre de la baronia de Vilademuls. A les darreries del segle xii la jurisdicció passà als vescomtes de Rocabertí. A partir del segle xvi començà la davallada del castell, i l'any 1560 es va ampliar l'església parroquial tot aprofitant les restes de la fortificació.

## Arquitectura
Lluís G. Constans (1985) escriu que, els vells del poble recordaven les enormes muralles de la gran torre de l'homenatge, al costat de l'actual casa rectoral. Actualment, del castell o casa forta no hi ha cap resta notable. El portal situat a llevant, força ben conservat, és un dels pocs testimonis que romanen de les fortificacions. El mur, en aquest sector, té un gruix de 116 cm i una alçada de 5 m. Els carreus són grans i escairats (20 X 50 cm). L'amplada de la porta és de 2,52 i l'alçada, fins al nivell del sòl actual, és de 3,30 m. L'arc de mig punt que coronal la porta és format per 17 dovelles que tenen un radi de 35 cm. La línia d'imposta està marcada mitjançant carreus lleugerament sobresortint i tallats do forma obliqua. Es conserven a mitjana alçada restes de trams de la mateixa muralla, com ara les de la rectoria, situada a l'oest, d'un gruix notable, parament de carreus de pedra sorrenca ben tallats disposats en filades, i amb alguna espitllera. Per les seves característiques, aquesta porta recorda els portals del segle xiii, època en què moltes poblacions es reclogueren darrere les muralles. Per exemple, Gabriel Fournier (1973) descriu portals semblants dels pobles i castell d'Alvèrnia (França), datables en època romànica.
Els autors J. M. Nolla i J. Casas (1984) consideren que l'arc conservat és una construcció romana, aprofitada en èpoques posteriors. Aquesta afirmació es recolzaria no tan sols en les característiques formals de la portada, sinó també en el fet del mateix topònim del poble i en la certesa del pas d'una via secundària just als peus de Vilademuls. També assenyalen l'existència de bocins de «tegulae» entre els carreus.